# Кочергін Микола Михайлович
Микола Михайлович Кочергі́н (рос. Николай Николаевич Кочергин; нар. 21 травня 1897, Всесвятське — пом. 10 травня 1974, Ленінград) — російський радянський графік, живописець, художник театру; член Асоціації художників революційної Росії з 1923 року та Спілки художників СРСР. Заслужений художник РРФСР з 1965 року.

## Біографія
Народився 9 [21] травня 1897 року в селі Всесвятському (тепер у складі міста Москви, Росія). У 1909—1918 роках навчався у Строгановському художньо-промисловому училищі у Москві. Після закінчення навчання вступив до лав Червоної армії. З 1919 року очолював плакатні майстерні у Харкові, працював у Києві, керував агітаційно-художнім відділом агітпропу Наркомвійськмору УРСР. Був одним з організаторів бакинського і кавказького відділлів «Вікон сатири РОСТА». 1922 року переїхав у Петроград, де оформляв вистави у ляльковому та інших театрах. 
Під час німецько-радянської війни створював плакати в об'єднанні «Бойовий олівець». Навесні 1942 року в тяжкому стані був вивезений з Ленінграда «дорогою життя» по кризі Ладозького озера і з сім'єю евакуювався в місто Фрунзе.
Після війни повернувся у Ленінград. Помер у Ленінграді 10 травня 1974 року.

## Творчість
Ілюстрував:
- «Янкі при дворі короля Артура» Марка Твена (1928);
- російські народні казки, билини;
- твори Олександра Пушкіна, Сергія Михалкова;
- казку «Горбоконик» Петра Єршова (1953);
- фінський епос «Калевала» (1953; 1957; 1973);
- «Руські богатирі», «Руські кінники» (обидві — 1971);
- «Богатирі» (1972);
- «Денис Давидов» (1973);
- Казки народів Азії: китайські, індійські, корейські, монгольські, в'єтнамські, бірманські, японські (в різних виданнях, що виходили в різні роки¸ починаючи з 1951-го).

Автор
плакатів
- «Еге, капіталістові горе, заженемо його в Чорне море»  (1919);
- «Українські митарства» (1919, українською мовою);
- «Товаришам українцям» (1920-ті, українською та російською мовами);
- «Ще вище прапор ленінізму, прапор міжнародної пролетарської революції» (1932);
- «В небесах, на землі і на морі» (1941);
- «Радянська земля остаточно очищена від німецько-фашистських загарбників» (1944);
- «Хай живе наша переможна Червона Армія! Смерть німецьким загарбникам!» (1945);
- «Слава переможцям!» (1946);

станкової графіки
- «Баку» (1920, акварель);
- «Середня Азія», серія (1929, олівець);
- «Велика Вітчизняна війна», серія (1945, олія, туш);
- «Під аркою Головного штабу», серія (1958, олія, туш);

живопису
- «Новгород наш» (1946);
- «Ленінградці» (1948);
- «Штурм Зимового палацу» (1950).

Брав участь у виставці «Плакат на службі п'ятирічки» (Перша всесоюзна виставка плаката), яка відбулася у 1932 році в Москві в будівлі Третьяковської галереї.
Плакати і графічні твори художника зберігаються у Третьяковській галереї, в Російському музеї, Російської державної бібліотеці, Російській національній бібліотеці, Центральному музеї сучасної історії Росії, великих приватних зібраннях.